# Bürgerjagd
Bürgerjagd bezeichnet die Situation, in der „normale“ Bürger das subjektive Jagdrecht innehaben und die Jagd ausüben können. Der Begriff wird insbesondere im historischen Kontext verwendet, um eine lokale Abweichung von dem über das Mittelalter bis ins 19. Jahrhundert hinein weit verbreiteten Jagdprivileg des Adels zu beschreiben. Teilweise wird der Begriff auch zur Bezeichnung heute bestehender Rechtssysteme mit einem prinzipiell für alle Bürger zugänglichem, liberalen Jagdrecht genutzt, wie etwa in Deutschland und Österreich nach der Deutschen Revolution von 1848/1849.

## Geschichte

### Allgemein
Das Jagdregal war ursprünglich (lat. iura regalia, ‚königliche Rechte‘) Ausdruck der Hoheits- und Privilegien eines Königs oder eines anderen Souveräns. Dabei wurden auch Wild- und Jagdarten herausgehoben, die der Adel besonders schätzte. So war die Jagd auf Hirsch oder Wildschwein dem hohen Adel (Hohe Jagd) vorbehalten, ebenso war die Beizjagd ein besonderes Privileg. Niederwild hingegen durfte bereits früher von anderen Personengruppen bejagt werden (Niedere Jagd). Die Bejagung von Singvögeln und das Fallenstellen (vgl. Leipziger Lerchen) war deutlich weniger umstritten. Die Herrscher setzten die hohe Jagd zunächst in abgegrenzten Gebieten, so den königlichen Bannwäldern durch. Ebenso setzte der übrige Adel in seinen jeweiligen Gebieten entsprechende Privilegien fest. In den Bauernkriegen gehörten insbesondere die Reduktion dieser erweiterten Jagdrechte zu den zentralen Forderungen der Bauern, die sich gegen Wildschäden selbst zur Wehr setzen wollten. Nach dessen gewaltsamer Niederschlagung wurde es im 16. und 17. Jahrhundert vom Adel als dessen Vorrecht wieder durchgesetzt und gleichzeitig versucht, den Bauern das Tragen von Waffen zu verweigern.
Flurschäden durch Treib- und Schleppjagden, damit verbundene Frondienste und dem gleichzeitigen Verbot der Waldhute waren Anfang des 16. Jahrhunderts Gegenstand von Kontroversen. Die Jagd des Adels erzeugte durch überhöhte Wilddichten zudem immense Wildschäden. Jagd und Fallenstellerei durch Bauern und Bürger wurden als Wilderei bestraft. Die Reaktion dagegen führte zur Gründung der Bundschuh-Bewegung in Speyer 1502. In den Bauernkriegen, wie auch in der Französischen Revolution kam es zu Forderungen einer Freigabe der Jagd.
Als Folge der Revolution von 1848 wurde schließlich in ganz Deutschland das Jagdregal des Adels aufgehoben und jedem Bürger die Ausübung der Jagd auf seinem Grundbesitz gestattet.

### Lokale Beispiele
Ein in Deutschland recht seltenes Beispiel ist die Bürgerjagd der westfälischen Stadt Lübbecke zwischen dem 16. und 19. Jahrhundert. Sie führte regelmäßig zu Konflikten mit dem Adel, der mehrfach versuchte, die bürgerliche Jagd in der Feldmark zu unterbinden. Zudem wurde der Vorwurf laut, die Bürgerschaft wäre zu einer ordentlichen Jagd nicht fähig. 1780 wurde gar fürstlicherseits festgestellt, daß die Ausübung der Jagdten den gemeinen Bürgern, Professionisten und Handwerkern in den Städten nur zum Müßiggang verleitet, so von dem nötigen Fleiß zur Warnemung ihres Gewerbes abhält, wodurch sie leicht unnüzze Mitglieder des Staats werden.
Eine Bürgerjagd war ebenso im Umfeld von Gotha üblich. Seit 1717 hatten dort die Bürger das Recht, in der Stadtflur und im Umfeld von Kindleben die Jagd auszuüben.

### Heute
Im Gemeindewald Hümmel existiert seit 2002 ein von den Verantwortlichen als Bürgerjagd bezeichnetes Modell der Jagdbewirtschaftung in Eigenregie, das jedem Einwohner der Gemeinde mit Jagdschein eine Jagdgelegenheit im Gemeindewald gibt und vom damals verantwortlichen Förster Peter Wohlleben als Gewährung eines alten Bürgerrechts beschrieben wurde.

## Literarische Rezeption
Ludwig Storch verfasste während des Vormärz die Erzählung Die Bürgerjagd, Bambocciade, der zufolge beim Begriff Bürgerjagd der objektive und subjektive Sinn des Wortes säuberlich zu unterscheiden sei, da man sonst glauben könnte, die Hasen wären Jäger oder brave Bürger gar jagdbares Vieh.